# Pala (kőzet)

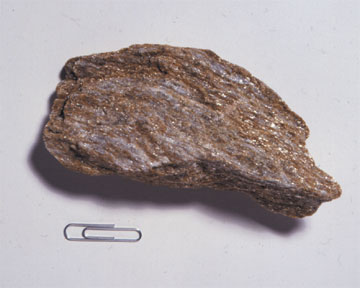
Pala

A pala a kevéssé átalakult metamorf kőzetek egy sajátos csoportja. Jellegzetessége az oldalnyomás hatására kialakult lemezesség, amit felerősít, hogy az átkristályosodás eredményeként képződő lemezes, illetve hosszúkás ásványok (csillámok, klorit, talk, amfibólok, grafit) ugyancsak a mikrocsúszásokkal párhuzamosan rendeződnek el. A palás kőzetekben gyakoriak a nagy nyomáson stabil ásványok, így a kvarc és a földpátok mellett a gránátcsoport ásványai.

## Keletkezésük
A palás kőzetek külsőre szabad szemmel is megfigyelhető lemezes szövetét az oldalnyomás nyírófeszültsége alakítja ki: a kőzet egyes lapjai a nyírás irányában közeli és egymással párhuzamos síkok mentén, mikroszkopikus méretben elmozdulnak. Palák a leggyakrabban agyagos kőzetekből jönnek létre. Más palakőzetek aprószemcsés magmás kőzetekből (pl. bazaltból vagy vulkáni tufákból) alakulnak ki, de ezek csúszási lapjai többnyire ritkábbak. Ezért ilyen kőzeteket többnyire nem palának, hanem az eredeti kőzet palás változatának nevezzük. A palák (és minden más metamorf kőzet) ásványos összetétele egyrészt eredeti anyagától, másrészt az átalakulás(ok) körülményeitől függ. A legtöbb palakőzet csillámpala, de gyakoriak a grafitos és a kloritpalák is. 
Gyakran a palák elnevezésében egy-egy fontos kísérő ásvány is szerepel: például: gránátos pala, turmalinos pala, glaukofánpala.

## Felhasználásuk
Mivel a palák a síklapok mentén jól hasadnak, ezért régebben tetőfedő és útburkoló anyagként is gyakran használták őket. A tetőfedésre használt természetes palakőzeteket idővel műpalával (eternittel) váltották ki.
Régebben kések élezésére is használták, melyeket kvarcból készült csiszolókövek váltották fel. 
Biliárdasztalok lapja is készül simára csiszolt palából.

## Lásd még
- Zöldpala
- Csillámpala
- Palafedés
- Metamorf kőzetek